# 馬龍達公路
馬龍達高速公路（英語：Maroondah Highway），澳大利亞墨爾本東部市郊的一條東西走向的主要幹道，連接迪普登與米徹姆的路段亦稱為白馬路（Whitehorse Road）。馬龍達高速公路的西端始於伯克路（Burke Road）與高咸路（Cotham Road）交界，是高咸路的延續，並伸延至巴爾溫及迪普登，此處為普遍墨爾本市內的四線雙程行車設計，109號電車亦行經此路段。由博士山開始，道路擴闊至八線雙程行車，電車在中央的分隔带上行駛。在東面近希爾斯維爾及巴克斯頓處路面比較陡斜和迂迴，及後直到曼斯菲爾德，兩旁盡是農田。